# Крістофер Фрай
Крістофер Фрай (англ. Christopher Fry, 1907—2005) — британський поет та драматург.
Крістофер Фрай (справжнє ім'я Артур Гаммонд Гарріс) народився 18 грудня 1907 року в Бристолі, Англія. Він змінив ім'я у 18-річному віці, взявши прізвище матері. Фрай працював шкільним вчителем, актором, режисером, писав п'єси та ревю.
Фрай став відомий як драматург після виходу комедійної п'єси Lady's Not for Burning 1948 року. Він писав віршовані п'єси, адаптуючи твори інших авторів. Серед його робіт — A Pheonix Too Frequent (1946), The Boy with a Cart (1950), A Sleep of Prisoners (1951), The Dark Is Light Enough (1954), Ring Round the Moon (1950, адаптація п'єси Жана Ануя), Duel of Angels (1963, адаптація п'єси Жана Жироду), «Пер Гінт» (1970, переклад Йохана Філінгера), A Yard of Sun (1970).
Окрім створення театральних п'єс, Фрай писав тексти для радіо та телебачення, брав участь у написанні сценаріїв до фільмів «Бен Гур» (1959) та «Варавва» (1961).
Фрай помер 30 червня 2005 року в Чичестері, Англія.